# Melanothrix sanchezi
Melanothrix sanchezi is een vlinder uit de familie van de Eupterotidae. De wetenschappelijke naam van de soort is voor het eerst geldig gepubliceerd in 1925 door Schultze.